# Samsara (album)
Samsâra is het tweede muziekalbum van de Franse band Seven Reizh. Samsara is het tweede deel van een (voorlopige?) trilogie, die handelt over de persoon Enora een beeldhouwster in de legendarische stad Ys. Het album kan gerekend worden tot de conceptalbums, albums waarbij het om een centraal thema gaat. De muziek op het album is moeilijk in te delen. Een indeling bij de progressieve rock ligt voor de hand. In de muziek zijn flarden te horen van Pink Floyd (Wish You Were Here, Welcome to the Machine), Camels Harbour of Tears, Genesis (Nursery Cryme) en Supertramp (Even In The Quietest Moments...). Toch is deze omschrijving niet juist, men lardeert het geheel met Algerijnse, Bretonse en Keltische volksmuziek, hetgeen de muziek dan weer een nasale klank geeft en dan weer richting Enya opschuift. Het gebruikte instrumentarium is ook niet typische voor de progressieve rock; wat dat betreft is er meer sprake van etnische rock.
Het originele album kwam in een 61 bladzijden bevattend boekwerk en was niet in de winkel te koop. Het album is vanaf 2008 in een "normale" cd-verpakking te koop. Opnamen vonden plaats te Mulsanne in de Master studio.

## Musici
Seven Reizh:
- Olivier Carole : basgitaar, contrabas
- Doro.t : zang (Bretons)
- Ronan Hillaireau : piano
- Gurvan Mével : slagwerk
- Gwenhaël Mével : houtblazer
- Claude Mignon : gitaar, synthesizers, mandoline
- Farid Aït Siameur : zang (Kablye)
- Gérard Le Dortz : samples

Gastmusici
- Annie Gaudois en Lucille Louis : cello
- Monique Le Prev : altviool
- Jean-Pierre derouard : trompet
- François Pernel : keltische harp
- Patrick Raffault: accordeon
- José Larraceleta : klassieke gitaar op Ay-adu en elektrische gitaar op A-raok
- Sonia Fernandez Velasco: Klarinet
- Philipe Savre : bodhrán, kora, udu en zarb
- Cyrille Bonneau – duduk
- Gurvan Mével, Thierry Chassing, David Rouillard, Marius Le Pourhiet – ensemble de bidons
- Géraldine Chauvet : dwarsfluit
- Thierry Soursa – tambour napoléonien
- Lionel Lefournis – kleine trom, grote trom en bekkens
- Gille le Guillou, Yolande Bodiou, Cyrille Bethou : bombarde, bombarde tenor en lombarde
- Meven Le Donge, Ronan griffon, Adrien Toupain ; Schotse doedelzak
- Erwan Le Gillac : zang en Schotse doedelzak
- Marianne Le Dortz : zang Vers ma maison
- Charlotte Chassang, Marie Crouzevaille – achtergrondzang

## Composities
Allen van Mignon
1. Encore... (1:30)
2. Soñj (4:50)
3. Ay Adu (6:10)
4. O Redek (10:05)
5. Qim Iydi... (6:47)
6. Awalik (3:56)
7. An Tourioù (4:15)
8. La Longue Marche (6:29)
9. A-raog... (5:15)
10. Vers Ma Maison... (5:19)
11. All Loen... (3:07)
12. Perdue Au Loin... (2:42)
13. Kouezhan (5:38)
14. Samsâra (7:40)